# Colleretto Castelnuovo
Colleretto Castelnuovo (en français Coreil) est une commune de la ville métropolitaine de Turin dans la région Piémont en Italie.

## Administration
| Période                                  | Période  | Identité         | Étiquette | Qualité |
| ---------------------------------------- | -------- | ---------------- | --------- | ------- |
| depuis 14 juin 2004                      | En cours | Marina Carlevato |           |         |
| Les données manquantes sont à compléter. |          |                  |           |         |

### Communes limitrophes
Castellamonte, Cintano, Borgiallo, Castelnuovo Nigra